# Подземный переход (мультфильм)
«Подземный переход» — советский кукольный мультфильм, созданный в 1984 году режиссёром-мультипликатором Борисом Ардовым.

## Сюжет
Фильм начинается с того, как в пустыне раздаются крики «Помогите! Спасите!», на которые откликается Уж. На вопрос Ужа о том, кто это кричит, голос отвечает: «А ты сам кто? Вот я, например, Ондатр». Наконец, Уж находит ямку, в которой сидит Ондатр. Уж спускается в ямку и в разговоре с Ондатром они оба проявляют интерес к дыре в глубине ямки. Ондатр предлагает Ужу сунуть свой хвост в дыру и «пощупать, есть ли там выход», потому что «если у неё выход есть, то это уже не дыра, а подземный переход».
Уж нащупал хвостом другой выход, вблизи которого сидели Лисёнок и Барсучок и играли в шахматы. Увидев хвост, но не обнаружив его хозяина, Лисёнок и Барсучок решают вытащить этот хвост из дыры и посмотреть на его хозяина. Вытянув Ужа, и, узнав от него, что «там кто-то есть», они обнаруживают, что из норы лезет кто-то ещё. Попрятавшись в страхе, они видят, что из норы вышел Ондатр.
Бедный Лисёнок так перепугался, что от страха вскочил на высокое дерево, а спуститься не может. Ондатр, Барсучок и Уж раскачивают дерево, Лисёнок срывается и падает прямо в ямку, в которой сидел Ондатр, причём сначала цепляется за колючку. Друзья помогают ему освободиться и советуют, что «прежде чем чего-то бояться, нужно сначала посмотреть, страшное оно, или не страшное».

## Над фильмом работали

### Создатели
- Автор сценария — Григорий Остер
- Режиссёр — Борис Ардов
- Композитор — Илья Катаев
- Художники-постановщики — Борис Ардов, Алексей Лярский
- Оператор — Лев Ревтов
- Звукооператор — Сергей Кель
- Художники-мультипликаторы — Татьяна Молодова, Людмила Африна
- Куклы и декорации изготовили — Надежда Лярская, Елена Покровская, Маргарита Богатская, Любовь Доронина, Юрий Одинцов, А. Дегтярёв, Виктор Слетков
- Монтажёр — Татьяна Моргунова
- Редактор — Валерия Медведовская
- Директор — Игорь Гелашвили

### Роли озвучивали
- Георгий Вицин — Уж
- Олег Табаков — Ондатр
- Вячеслав Невинный — Лисёнок
- Михаил Кононов — Барсучок

## Избранные цитаты
- — Это кто кричит? Кто кричит?

 — А ты сам кто? Ты кто? Вот я, например, ондатр.
 — Ондатр? А кто такой «ондатр»? А ты, ондатр, где?
 — Не скажу.
- — А выход, он какой на ощупь?

 — Как это?
 — Ну как, он гладкий, круглый, колючий? Какой?
 — А выход, он… светлый. Ты щупай, где светлее.
- — Где мне падать?

 — Ищи, где помягче.
- — Э-э-э-э-й… кто это лезИт?
- Прежде чего-то бояться, нужно сначала посмотреть, страшное оно, или не страшное. А то чего зря стараться? Ты его боишься, а оно, может быть, и не страшное.